# 同一个美国新闻网
同一个美国新闻网（英語：One America News Network），也译作美国第一新闻网，是美国一家右翼付费新闻频道，于2013年7月4日开播，隶属于鲱鱼网络。公司总部位于美国加利福尼亚州的圣地亚哥，同时在华盛顿特区和纽约拥有新闻分支机构。
同一个美国新闻网开播时旨在服务保守派和中间偏右观众，其提出的目标是全天提供可靠的国内及国际报道，但其黄金时段播出的政治谈话节目却表明了该频道的保守立场。总体来说，该频道是亲特朗普的。包括《名利场》和《独立报》认为该频道存在宣传虚假新闻和阴谋论的行为。

## 爭議
- 2020年3月14日至15日同一个美国新闻网播出的特别节目中，新闻网白宫首席记者沙内尔·里翁（英语：Chanel Rion）声称，COVID-19病毒可能是北卡罗莱纳大学一个生物安全三级实验室基因工程的产物，是一种生物武器。[12]
- 2020年7月30日，该频道发布了关于COVID-19病毒起源的报道，报道中采访了前香港大学公共卫生学院传染病研究中心的病毒和免疫学研究员闫丽梦博士。[13]
- 2020年9月，该频道报道了闫丽梦对COVID-19病毒起源的观点：病毒来自中华人民共和国湖北省武汉市的一家实验室，是人工合成的。该频道后来删除了这条报道。[14]
- 2020年美国总统选举计票期间，同一个美国新闻网发表报道称，数据分析显示Dominion计票系统在全美国范围内抹去了270万支持特朗普的选票。特朗普在推特转发了这条报道。[15]